# Jean-Baptiste de Boyer
Jean-Baptiste de Boyer, markiz d’Argens (wym. [ʒɑ̃-baptist də bwaje, maʀki daʀʒɑ̃]; ur. 24 czerwca 1704 w Aix-en-Provence, zm. 11 stycznia 1771) – francuski filozof oraz pisarz.

## Życiorys
W wieku piętnastu lat wstąpił do armii. Po zakończeniu służby wojskowej na pewien okres osiedlił się w Amsterdamie, a następnie zamieszkał w Hadze. W czasie pobytu w Niderlandach napisał m.in. słynne kompilacje historyczne: Lettres juives, Lettres chinoises oraz Lettres cabalistiques. Oprócz tego wydał kompilacje Mémoires secrets de la république des lettres, a także Histoire de l’esprit humain.
W ciągu następnych lat pisał książki historyczne i filozoficzne. Dzięki swoim publikacjom przybliżył szerszej opinii poglądy i dzieła francuskich filozofów epoki oświecenia jak Voltaire, Bernard Fontenelle i in.
W 1741 roku został zaproszony przez Fryderyka Wielkiego, który przyznał mu wysokie wyróżnienia. Został mianowany „Kammerherrem” oraz dyrektorem akademii. Król Prus był zdecydowanym przeciwnikiem małżeństwa de Boyer z panną Cochois, berlińską aktorką.
W 1769 roku wrócił do Francji, gdzie zmarł 11 stycznia 1771 roku niedaleko Tulonu w wieku 66 lat.

## Twórczość
- Mémoires de M. le marquis d’Argens (1735)
- Mémoires secrets de la République des Lettres (1737-1744)
- Lettres cabalistiques (1741)
- Lettres juives (1738) (Correspondance philosophique, historique et critique entre un juif voyageur et ses correspondans en divers endroits)
- Les Enchaînements de l’amour et de la fortune ou mémoires du marquis de Vaudreville (1746)
- Lettres chinoises (1751)
- Philosophie du bon sens (1755)
- Correspondance avec Frédéric II (wydane w 1799)
- des traductions d’auteurs antiques